# Церковь Сан-Франческо (Гроссето)
Церковь Святого Франциска (итал. La chiesa di San Francesco) — монастырская, а затем приходская церковь в городе Гроссето, Тоскана на одноимённой центральной площади города. Национальный памятник истории и культуры Италии.

## История
Согласно историческим документам 1233 года на этом месте находился монастырь Сан-Фортунато, оставленный монахами-бенедиктинцами в те же годы. В 1289 году францисканцами была освящена новая церковь.
В XVII веке церковь была расширена, и к ней была пристроена капелла, посвященная Святому Антонию Падуанскому, расписанная фресками Антонио и Франческо Назини. В XVIII веке, во времена правления Лотарингской династии, с левой стороны церкви, рядом с монастырём, были построены зернохранилища, занимающие территорию, которую теперь пересекает улица Виа Андреа да Гроссето с Палаццо Джери и комплексом Сала-Фриули. Зернохранилища были посвящены святым Розе, Антонию, Богоматери Кармельской, Непорочному Зачатию, Святому Иоанну, Святому Франциску и Святой Кларе. В 1805 году зернохранилище Санта-Кьяра использовалось в качестве общежития французскими войсками, проходившими через Гроссето.
Церковь и монастырь, заброшенные около 1810 года после наполеоновских репрессий, использовались в гражданских целях. Вначале в них размещался лазарет для рабочих-мелиораторов, страдающих от малярии, затем епископ Джованни Доменико Менсини на время реставрационных работ в соборе Гроссето перенёс в церковь капитул и епископскую кафедру. Затем муниципалитет снова использовал помещения для складов. Церковь была вновь открыта для богослужений только в 1903 году и возвращена францисканцам в 1924 году епископом Густаво Маттеони. Колокольня, стоящая справа от церкви, была разрушена молнией и восстановлена в 1926 году архитектором Лоренцо Порчиатти. В здании слева от монастырского клуатра, где располагались некоторые из старых зернохранилищ, до 1921 года размещался суд присяжных, а затем до 1930 года — нотариальный архив. 11 февраля 1949 года епископ Паоло Галеацци основал здесь приход.
В 1964 году в этой церкви поженились Адриано Челентано и Клаудия Мори; Отец-францисканец Уголино Вагнуцци, друг и многолетний духовник знаменитых артистов, отслужил мессу на рассвете (чтобы укрыться от фотографов).
Реконструкция монастыря Сан-Франческо началась в 1970—1975 годах, когда на месте старых зернохранилищ было построено здание Оперы Джузеппе Фриули.

## Архитектура
Церковь имеет простой фасад с порталом, над которым находится люнет с фреской (Джузеппе Казуччи, «Мадонна с Младенцем между святыми Франциском и Фортунатом»), который, в свою очередь, увенчан деревянной скинией, над которой находится окно-роза.
Внутри однонефного интерьера хранятся различные произведения искусства, среди которых выделяется знаменитое Распятие, приписываемое Дуччо ди Буонинсенья (около 1285). Недавние исследования, посвящённые атрибуции этого важного произведения, колеблются между приписыванием его сиенскому мастеру Бадиа-а-Изола, самому Дуччо ди Буонинсенья раннего периода, стилистически более ориентированному на Чимабуэ, и сиенцу Гвидо ди Грациано. Кто бы ни был истинным автором «Распятия», работа имеет огромное художественное значение, поскольку её автор выделяется из общепринятого ряда выдающихся тосканских художников времени Дуччо. Гибкость тела Христа, изображённого на Распятии, и пропорции фигуры делают эту работу одной из важнейших в Тоскане. В церкви также сохранились различные фрески и скульптурные орнаменты.
Капелла по правой стороне нефа, посвящённая Святому Антонию, была пристроена в XVII веке и украшена ценными фресками художников Антонио и Франческо Назини.

## Постройки монастыря
Крытая галерея монастыря располагается вдоль левой стороны церкви и характеризуется портиком, поддерживаемым восьмиугольными колоннами (реконструкция старого, периода правления Медичи, 1590); из монастыря можно попасть в сакристию, церковь и монастырские помещения. В центре монастырского клуатра (двора) возвышается Поццо делла Буфала (Pozzo della Bufala), колодец XVI века, фланкированный двумя колоннами. Название возникло в древности, когда к этому колодцу крестьяне приводили животных, в том числе быков (bufala), на водопой. На площади с правой стороны церкви и колокольни находится ещё один колодец, собирающий дождевую воду.

## Галерея
- Кампанила (колокольня)
- Дж. Казуччи. Мадонна с Младенцем, святыми Франциском и Фортунатом. Фреска портала
- Интерьер
- Интерьер. Контрфасад
- Клуатр
- Колодец (Pozzo della Bufala)
- Распятие. 1289
- Святой Антоний Аббат. 1350—1400. Фреска неизвестного художника сиенской школы
- Святой Христофор. Фреска XIV в.
- Капелла Святого Антония Падуанского. Фрески Антонио и Франческо Назини. 1680—1683
- Ф. Курради. Благовещение. 1615